# Kauf-nix-Tag

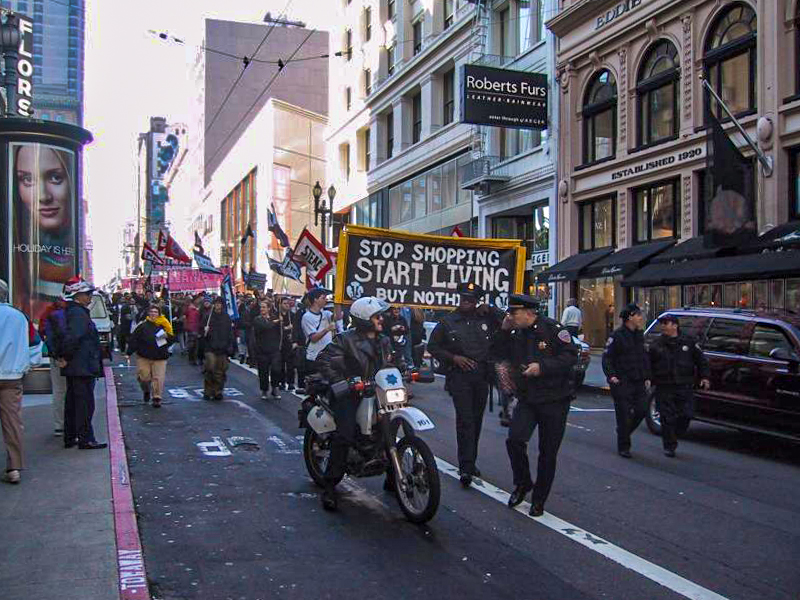
Eine Buy-Nothing-Day-Demonstration 2000 in San Francisco

Der Kauf-nix-Tag (englisch Buy Nothing Day) ist ein konsumkritischer und wachstumskritischer Aktionstag am letzten Freitag (Nordamerika) bzw. Samstag (Europa) im November. Er wird in über 60 Ländern organisiert.
In den Vereinigten Staaten von Amerika ist dieser Tag zugleich der Black Friday, der Tag nach Thanksgiving, an dem viele US-Amerikaner frei haben und der Handel den Beginn der Weihnachtseinkaufssaison mit Rabatten einleitet. Der Black Friday ist etwa der fünft-umsatzstärkste Tag des Jahres. Durch einen 24-stündigen Konsumverzicht soll an dem Tag gegen „ausbeuterische Produktions- und Handelsstrategien internationaler Konzerne und Finanzgruppen“ protestiert und zum Nachdenken über das eigene Konsumverhalten und die weltweiten Auswirkungen angeregt werden. Ein bewusstes, auf Nachhaltigkeit abzielendes Kaufverhalten jedes Einzelnen soll gefördert werden.
Der Buy Nothing Day wurde 1992 vom kanadischen Künstler Ted Dave erfunden, von der kanadischen Medien- und Werbeagentur Adbusters Media Foundation (für Greenpeace und die amerikanischen Grünen tätig) aufgegriffen und u. a. vom Esprit-Unternehmensgründer gefördert.
In Deutschland wurde der Aktionstag in den 2000er Jahren vom Verein „Narra e. V.“ und der Konsumnetz-AG des globalisierungskritischen Netzwerks Attac initiiert.
Außerhalb der USA ist dieser Protesttag kaum bekannt und findet – von vereinzelten Aktionen von Gruppen wie Attac abgesehen – wenig Beachtung. In Österreich unterstützte vor allem das Kollektiv monochrom das Projekt; die Gruppe entschied sich aber, ab 2013 keine Aktionen mehr durchzuführen.